# André Delmas (syndicaliste)
 (octobre 2024).
Si vous disposez d'ouvrages ou d'articles de référence ou si vous connaissez des sites web de qualité traitant du thème abordé ici, merci de compléter l'article en donnant les références utiles à sa vérifiabilité et en les liant à la section « Notes et références ».
Pour les articles homonymes, voir André Delmas.
André Delmas, né le 6 avril 1899 à Montauban (Tarn-et-Garonne) et mort le 18 avril 1979 à Paris est un syndicaliste enseignant français.

## Biographie
Issu d'une famille ouvrière, André Delmas entre à l'école normale en 1915, et est affecté pendant un an à l'Inspection académique de Montauban. Ce n'est qu'après son service militaire, en 1921, qu'il commence à enseigner, dans un village proche de sa ville natale, avant d'être affecté l'année suivante au cours complémentaire de Montauban.
Militant au syndicat national des instituteurs à partir de 1924, tout en adhérant au parti socialiste SFIO dont il devient secrétaire fédéral en 1925. C'est avec cette étiquette qu'il se présente, en vain, aux élections législatives de 1928 dans l'arrondissement de Montauban.
Il avait été entre temps élu en 1926 à la commission nationale permanente du SNI, avec la responsabilité de suivre l'activité syndicale des jeunes instituteurs. Devenu permanent du syndicat en mars 1931, il en est élu secrétaire général l'année suivante, et entre dans la foulée au secrétariat de la Fédération générale des fonctionnaires de la CGT.
Son action se confond alors avec elle de son syndicat, qui compte plus de 80 000 adhérents et constitue la force syndicale majeure dans l'enseignement. Cependant, il joue un rôle particulier dans l'engagement dans la lutte antifasciste après le 6 février 1934. Il est notamment à l'initiative de la création du Comité de vigilance des intellectuels antifascistes, dont Alain, Paul Rivet et Paul Langevin sont les figures de proue. Il apporte aussi le soutien du SNI au rassemblement populaire qui sera à l'origine du Front populaire, victorieux des élections législatives de 1936.
Il participe aussi aux discussions qui aboutissent à la réunification entre la CGT et la CGTU, qui se traduit dans l'enseignement par une simple absorption de la petite fédération unitaire par la Fédération générale de l'enseignement de la CGT.
Tout à la fois anticommuniste et pacifiste intégral, il se rapproche du groupe qui, autour de René Belin, publie la revue Syndicats, et qui va constituer une tendance informelle dans la CGT. Il est ainsi, lors de la Guerre d'Espagne, un partisan de la non-intervention, et, en 1938, approuve les accords de Munich.
Mobilisé en 1939, il ne prend pas part aux combats et retourne à la vie civile après l'armistice. Il rejoint cependant René Belin à Vichy en septembre 1940, et rencontre le Maréchal Pétain, dans l'espoir, vain, d'éviter l'interdiction du SNI. Son activité pendant la guerre n'est pas totalement éclairée : il est d'une part nommé sur un poste d'instituteur au cours complémentaire de Saint Cloud, mais réside à Montauban. Il est un des contributeurs, sous le pseudonyme de Ch. Letisserand à La France Socialiste, périodique regroupant d'anciens socialistes partisans de la collaboration.
Bien qu'ayant échappé à l'épuration, il est cependant écarté des responsabilités au sein du SNI qui se reconstitue à la Libération. Admis à la retraite en 1948, il milite alors au sein du Parti socialiste démocratique, rassemblant des anciens de la SFIO proches de Paul Faure, plus ou moins compromis dans la collaboration. Il est notamment directeur du journal de ce petit parti. A la fin des années 1950, il est secrétaire du Mouvement fédéraliste européen, jusqu'en 1963, où son état de santé l'oblige à abandonner ses responsabilités.
Une partie de ses mémoires est publiée après sa mort, sous le titre Mémoires d'un instituteur syndicaliste.